# Залускі (Груєцький повіт)
Залускі (пол. Załuski) — село в Польщі, у гміні Блендув Груєцького повіту Мазовецького воєводства.
Населення — 184 особи (2011).
У 1975-1998 роках село належало до Радомського воєводства.

## Демографія
Демографічна структура станом на 31 березня 2011 року:
|          | Загалом | Допрацездатний вік | Працездатний вік | Постпрацездатний вік |
| -------- | ------- | ------------------ | ---------------- | -------------------- |
| Чоловіки | 93      | 24                 | 56               | 13                   |
| Жінки    | 91      | 14                 | 51               | 26                   |
| Разом    | 184     | 38                 | 107              | 39                   |